# Поцо Черето (Фрозиноне)
Поцо Черето је насеље у Италији у округу Фрозиноне, региону Лацио.
Према процени из 2011. у насељу је живело 49 становника. Насеље се налази на надморској висини од 450 м.